# Sharaftī
Sharaftī (persiska: شرفتی) är en ort i Iran.   Den ligger i provinsen Mazandaran, i den norra delen av landet, 120 km nordost om huvudstaden Teheran. Antalet invånare är 420.
Terrängen runt Sharaftī är platt, och sluttar norrut. Runt Sharaftī är det ganska tätbefolkat, med 149 invånare per kvadratkilometer. Närmaste större samhälle är Āmol, 17,0 km sydost om Sharaftī. Trakten runt Sharaftī består huvudsakligen av våtmarker.